# Benoît Cosnefroy
Benoît Cosnefroy (ur. 17 października 1995 w Cherbourg-Octeville) – francuski kolarz szosowy.

## Osiągnięcia
Opracowano na podstawie:

2017
- 1. miejsce na 2. etapie Rhône-Alpes Isère Tour
- 2. miejsce w mistrzostwach Europy młodzieżowców (start wspólny)
- 1. miejsce w Grand Prix d’Isbergues
- 1. miejsce w mistrzostwach świata młodzieżowców (start wspólny)

2018
- 3. miejsce w Paryż-Tours

2019
- 1. miejsce w Paryż-Camembert
- 1. miejsce w Grand Prix de Plumelec-Morbihan
- 1. miejsce w Polynormande
- 1. miejsce w Tour du Limousin
  - 1. miejsce w klasyfikacji młodzieżowej
  - 1. miejsce na 3. etapie

2020
- 1. miejsce Grand Prix Cycliste La Marseillaise
- 1. miejsce w Étoile de Bessèges
- 1. miejsce na 4. etapie Route du Sud
- 2. miejsce w La Flèche Wallonne
- 3. miejsce w Brabantse Pijl
- 2. miejsce w Paryż-Tours

2021
- 1. miejsce w Tour du Finistère
- 2. miejsce w La Polynormande
- 1. miejsce w Bretagne Classic Ouest-France
- 1. miejsce w Tour du Jura
- 3. miejsce w mistrzostwach Europy (start wspólny)

2022
- 3. miejsce w La Drôme Classic
- 2. miejsce w Circuit de la Sarthe
- 2. miejsce w Amstel Gold Race
- 2. miejsce w Brabantse Pijl
- 2. miejsce w Boucles de la Mayenne
- 1. miejsce w Grand Prix Cycliste de Québec

2023
- 3. miejsce w Brabantse Pijl

## Rankingi
| Rok             | 2015  | 2016 | 2017 | 2018 | 2019 | 2020 | 2021 | 2022 | 2023 | 2024 |
| --------------- | ----- | ---- | ---- | ---- | ---- | ---- | ---- | ---- | ---- | ---- |
| UCI World Tour  |       | -    | -    | 165. |      |      |      |      |      |      |
| World Ranking   |       | 900. | 149. | 241. | 74.  | 30.  | 42.  | 18.  | 172. | 40.  |
| UCI Europe Tour | 1039. | 581. | 141. | 211. | 61.  | 26.  | 36.  | 14.  | -    | 30.  |
|                 |       |      |      |      |      |      |      |      |      |      |
| Źródło: UCI     |       |      |      |      |      |      |      |      |      |      |